# Adhesiu tissular
Els adhesius tissulars són substàncies o materials que s'usen en medicina per tancament ferides traumàtiques o quirúrgiques amb codi ATC V03A K, i s'usen en la indústria alimentària específicament en l'elaboració de productes carnis.

## Mecanisme d'acció
Els adhesius tissulars són substàncies que polimeritzen ràpidament en contacte amb els teixits, amb els quals enllacen químicament, actuant com a segellant sense produir una calor excessiva ni productes tòxics. Han de ser reabsorbibles en curar-se la ferida sense interferir en el procés de cicatrització.
Pel seu origen poden ser derivats del cianoacrilat, que polimeritza ràpidament en contacte amb la sang, llàgrimes, sèrum o solucions fisiològiques salines i provoquen una forta tensió entre els teixits que contacten, o bé derivats de la fibrina, que polimeritza lentament, provoca poca tensió entre els teixits que contacten.

## Història
Els primers adhesius tissulars de cianoacrilat van ser sintetitzats en 1949, i eren apropiats per les ferides i incisions superficials petites, però les seves propietats físiques limitades impedien el seu ús en el tractament d'altres ferides. També hi va haver informes de reaccions inflamatòries agudes i cròniques. El desenvolupament addicional va portar a la introducció dels derivats del cianocrilat més purs i resistents, però les limitacions de la baixa resistència a la tensió i la fragilitat impedien l'acceptació generalitzada. Més recentment, els adhesius tissulars s'han desenvolupat amb una millor resistència i combinen plasticitat i estabilització per augmentar la flexibilitat.

## Ús mèdic
S'usen com a alternativa acceptable al punt quirúrgic per tancament de ferides sobre incisions petites o senzilles de pell en àrees amb poca tensió. Ofereixen l'avantatge per al pacient que són menys doloroses i que no hi ha material de retirar posteriorment i per al cirurgià no hi ha risc de lesió per punxada. S'han utilitzat principalment en el servei d'urgències i en nens, però els estudis assenyalen que els cirurgians poden considerar l'ús d'adhesius tissulars per al tancament d'incisions a la sala d'operacions en tota mena de procediments.
També s'usen com segellants en les línies de sutura i per prevenir o disminuir les dehiscències i fístules així com hemostàtics.

## Ús industrial
En la indústria alimentària i en gastronomia també s'usen diversos tipus de coles tissulars de tipus biològic com compostos de fibrina, clara d'ou, extractes de cartílag, caseïna, o derivats de la soja, i enzims com la transglutaminasa, entre d'altres, que no tenen risc per als consumidors i té com a objectiu augmentar el lligam, estabilitat i cohesivitat de productes carnis.
Alguns requereixen ús de calor i altres actuen en fred, com per exemple un compost de fibrina o fibrinogen, similar als d'ús mèdic, obtingut de plasma boví o de porcí, d'origen holandès de marca Fibrimex ® que s'usa als EUA i Canadà des dels anys 90 i que va obtenir la certificació de l'Agència de Seguretat Alimentària de la Unió Europea per a ús a l'abril de 2010 i que és una alternativa ala transglutaminasa tissular utilitzada en cuina del Japó i Europa des del 2008.